# Станоје Маринковић
Станоје Маринковић (Враћевшница, 27. фебруар 1887 – 1953) био је српски трговац и председник општине Горњи Милановац.

## Биографија
Станоје Маринковић био је син Павла Маринковића, богатог човека који је имао абаџијску радњу и велико имање (плодње њиве надомак реке Груже, шљивике и винограде, велики засад јабука). Такође, он је отворио прву механичку црепану у селу Љуљаци. Поред свега тога, Павле Маринковић, радикал по политичком опредељењу, био је и посланик у Народној скупштини Србије и Југославије.
Станоје Маринковић је имао брата Аксентија и Димитрија. Аксентије је био резервни капетан прве класе који је погинуо приликом пробоја Солунског фронта. Димитрије је похађао пољопривредну школу.
Пресудни тренутак у животу Станоја Маринковића био је када га је отац послао у Горњи Милановац да изучава трговину. Како су године пролазиле, Станоје је прво био шегрт, затим калфа и, на крају, трговачки помоћник.
У периоду од 1907. до 1910. године као телефониста служио је војни кадар у Ћуприји. Након тога уследио је повратак у Горњи Милановац где је убрзо уз очеву помоћ покренуо сопствену самосталну трговачку радњу. Међутим, убрзо након што је почео да развија свој посао, дошло је до балканских ратова. По повратку у град затекао је своју радњу опустошену. Иако је прикупивши снагу и капитал поново почео са послом, није имао среће због избијања Првог светског рата. Тада се придружио Дринској дивизији.
Од 1907. до 1918. године је са кратким прекидима био у униформи – као везиста, коњаник и ратник.
Са супругом Десом имао је ћерку Драгану и сина Миодрага Баћка Маринковића.